# سرطان طويل القرون
سرطان طويل القرون (الاسم العلمي:Ocypode longicornuta) هو نوع من الحيوانات يتبع جنس السرطان السريع الأرجل من فصيلة السرطانات الشبحية.